# Mucrencyrtus variabilis
Mucrencyrtus variabilis är en stekelart som beskrevs av Sharkov 1996. Mucrencyrtus variabilis ingår i släktet Mucrencyrtus och familjen sköldlussteklar. Inga underarter finns listade i Catalogue of Life.